# Château de Collonges
Le château de Collonges est situé au lieu-dit Collonges, sur la commune du Grand-Bourg, à l'ouest de Guéret, dans le département de la Creuse en région Nouvelle-Aquitaine.

## Historique
Un manoir avec tours existait sur le site au Moyen Âge. Néanmoins, le corps de logis actuel fut construit en grande partie au XVIIIe siècle.

### Pages externes
- Vue du corps de logis et de tours médiévales sur https://creuse.meconnu.fr
- Vue générale sur une carte postale